# Fath Union Sport de Rabat
El Fath Union Sport de Rabat (àrab: اتحاد الفتح الرياضي الرباطي, Ittiḥād al-Fatḥ ar-Riyāḍī ar-Rabāṭī), sovint conegut com a FUS de Rabat, és un club de futbol marroquí de la ciutat de Rabat.
El club va ser fundat el 10 d'abril de 1946. A més de futbol, té seccions en molts altres esports.

## Palmarès
- Lliga marroquina de futbol:[1]
  - 2015-16

- Copa marroquina de futbol:[2]
  - 1967, 1973, 1976, 1995

- Segona divisió marroquina de futbol:
  - 1962, 1998, 2007